# Privlaka - Ninski zaljev - Ljubački zaljev
Privlaka - Ninski zaljev - Ljubački zaljev este o arie protejată (sit de importanță comunitară — SCI) din Croația întinsă pe o suprafață de 2.002,46 ha, integral pe uscat.

## Localizare
Centrul sitului Privlaka - Ninski zaljev - Ljubački zaljev este situat la coordonatele 44°15′45″N 15°13′01″E / 44.262564°N 15.217046°E.

## Înființare
Situl Privlaka - Ninski zaljev - Ljubački zaljev a fost declarat sit de importanță comunitară în iulie 2013 pentru a proteja un număr necunoscut de specii din flora spontană și fauna sălbatică aflate în arealul zonei.

## Biodiversitate
Situată în ecoregiunea mediteraneană, aria protejată conține 6 habitate naturale: Tufărișuri halofile mediteraneene și termo-atlantice (Sarcocornetea fruticosi), Peșteri inaccesibile publicului, Terase mlăștinoase și terase nisipoase neacoperite de apă la reflux, Dune mobile cu vegetație embrionară, Pășuni mediteraneene udate de apa mării (Juncetalia maritimi), Salicornia și alte specii anuale care populează regiunile mlăștinoase și nisipoase.
La baza desemnării sitului se află un număr nedeclarat de specii protejate.